# 戴祖儀
戴祖儀（英語：Joey Thye Cho Yee，1995年3月22日—），香港女歌手、演員及主持人，現為星夢娛樂旗下歌手及無綫電視經理人合約藝人。

## 簡歷

### 早年生活
戴祖儀出生於香港，從小在粉嶺長大，有一名比自己小五歲的弟弟，其家人為馬來西亞怡保華人，父親為高銀地產總經理。當戴祖儀尚在襁褓、只有三個月大之時，便已曾參演1995年香港電影《我是一個賊》，與片中主演任達華有一段對手戲。
戴祖儀曾是學校籃球校隊隊員，2007年和2013年分別畢業於粉嶺公立學校上午校及東華三院李嘉誠中學，2016年修畢英國萊斯特大學法律系，但回港實習一段時間便發覺不適合成為律師，遂轉當街頭藝人、獨立歌手和網上直播主，表演街頭音樂。2017年，戴祖儀在 YouTube 音樂頻道「HeartBeat Station」中推出首支個人單曲《細看近年，那信念》，同年在台北進修音樂期間，因拍攝影片宣傳世界大學運動會時展示多個可愛姿勢而受到注目。

### 演藝事業

#### 2018年：出道囊括三台新人獎
2018年2月，戴祖儀得到星夢娛樂時任老闆何哲圖賞識，加盟成為旗下歌手，7月初推出首支派台歌曲《未開始的故事》，並在《2018全球華語金曲獎頒獎典禮》中奪得「音樂平台新人獎」，其後獲得《2018年度勁歌金曲頒獎典禮》「最受歡迎新人獎」、《第四十一屆十大中文金曲頒獎禮》「最有前途新人獎」及《新城勁爆頒獎禮2018》「新城勁爆新人」，囊括三台新人獎項。

#### 2019年：入行初期
2019年，戴祖儀在無綫台慶劇集《多功能老婆》中飾演幼稚園老師「吕嘉怡」而再受注目。她亦為《多功能老婆》主唱插曲《天光前分手》，並憑此曲獲得《2019年度勁歌金曲頒獎典禮》「勁歌金曲獎」。

#### 2020年：人氣急升
2020年4月，戴祖儀為無綫電視劇集《十八年後的終極告白》主唱插曲《分分鐘需要你》，先後推出了該曲的快樂版本（Happy Version）及傷心版本（Sad Version）。6月，戴祖儀與謝東閔合唱無綫電視劇集《那些我愛過的人》插曲《夢飛翔》。12月，戴祖儀再次與謝東閔合作，二人合唱無綫電視劇集《香港愛情故事》插曲《逆流直上》。同年年尾，戴祖儀與謝東閔於《2020年度勁歌金曲頒獎典禮》憑《夢飛翔》奪得「勁歌金曲獎」，更憑《逆流直上》首度獲得「最佳合唱歌曲金獎」。

#### 2021年至今：雙棲發展
2021年3月初，戴祖儀與無綫電視簽約，成為旗下經理人合約藝人；同年6月在無綫劇集《刑偵日記》內飾演受驚失常致患上餘光恐懼症的「葉朗晴」，演出受到網民關注。同年年尾，她在《萬千星輝頒獎典禮2021》入圍「飛躍進步女藝員」最後十強。
2022年1月，戴祖儀首次參與歌曲創作，為主演無綫劇集《青春不要臉》的插曲兼派台歌《自我處理》填詞（跟楊熙合作），並於劇集中飾演「溫楚瑜」一角，首度擔正女主角。同月與友人推出一款羊駝非同質化代幣。同年2月，她在拍攝《回歸》期間確診新冠肺炎，在家隔離休養。《回歸》最終於同年7月播出，她於劇中飾演「張萊／朱阿妹」。同年年尾，戴祖儀憑《青春不要臉》於《萬千星輝頒獎典禮2022》首度獲提名「最佳女主角」、「最受歡迎電視女角色」及「馬來西亞最喜愛TVB女主角」，並入圍「飛躍進步女藝員」最後十強。
2023年4月，戴祖儀主持無綫電視節目《LAW霸女神》。同月，推出創作派台歌曲《由他》，並於5月20日推出歌曲國語版《停留在過往的傷害》。8月，戴祖儀為無綫電視外購劇集《東京愛情動作故事》主唱主題曲《女子本色》。10月，戴祖儀於無綫電視台慶劇《香港人在北京》中飾演「徐寶怡」，演出受到網民關注，戴祖儀憑此劇於《萬千星輝頒獎典禮2023》入圍「最佳女配角」及「飛躍進步女藝員」兩大獎項的最後十強，並憑與吳業坤合唱的《香港人在北京》插曲《想跟你好好道别我怕來不及》入圍「最佳電視歌曲」最後五強。
2024年，戴祖儀參演無綫電視劇集《飛常日誌》，演出受到好評；她又參演《法證先鋒VI：倖存者的救贖》，在劇中飾演法證部科學鑑證主任。同年，戴祖儀推出了三首個人歌曲，包括1月無綫電視劇集《妳不是她》片尾曲《What A Wonderful World》、6月派台單曲《全集中呼吸》及10月無綫電視台慶劇《黑色月光》片尾曲《黯月》。同年年尾，戴祖儀於《萬千星輝頒獎典禮2024》首度入圍「飛躍進步女藝員」最後五強，並憑《黯月》入圍「最佳電視歌曲」最後五強。

## 軼事
- 2020年5月3日，戴祖儀與無綫藝人馮盈盈在九龍灣逛街時誤將夾竹桃當成櫻花而近距離拍照，導致持續頭暈作嘔及輕微中毒，幸無大礙[40][41]。
- 戴祖儀擅於投資藝術品，至今已收藏過百件藝術品，總市值達數以百萬港元[42]。另外據公司註冊處資料顯示，她是新潮藝有限公司（The Real Project Limited）的董事，主要負責策展。
- 2020年8月和10月，戴祖儀曾先後為美國職業籃球運動員科比·布莱恩特舉辦紀念展覽，以及跟日本藝術家橋爪悠也合辦藝術展[43][44]。
- 戴祖儀會創作藝術，更曾展覽其作品（Dubie，又名戴肚皮）[45]。

## 演出作品

### 電影
| 年分   | 片名         | 角色 |
| 1995年 | 我是一個賊   | 嬰兒 |
| 2024年 | 不是你不愛你 | 菲菲 |

### 電視劇
| 首播     | 劇名                     | 角色                            |
| 無綫電視 |                          |                                 |
| 2019年   | 多功能老婆               | 呂嘉怡（Miss Lui）              |
| 2021年   | 刑偵日記                 | 葉朗晴                          |
| 2022年   | 青春不要臉               | 溫楚瑜                          |
| 2022年   | 回歸                     | 張 萊（Future）／朱阿妹（豬妹） |
| 2023年   | 你好，我的大夫           | 歌手Joey（第21集）              |
| 2023年   | 香港人在北京             | 徐寶怡（Bowie）                 |
| 2024年   | 飛常日誌                 | 張 穎                           |
| 2024年   | 法證先鋒VI：倖存者的救贖 | 方凱欣                          |
| 2025年   | 刑偵12                   | 李欣                            |
| 未播映   | 非常檢控觀               |                                 |
| 未播映   | 非份之罪                 | 康嘉嵐                          |
| 邵氏兄弟 |                          |                                 |
| 2023年   | 廉政狙擊                 | 黃䓪琪（小黃）                  |

取得編輯協助

### 綜藝節目
| 首播           | 節目名                       | 備註                         |
| ViuTV          |                              |                              |
| 2018年         | 四囝                         | 固定演出                     |
| 無綫電視       |                              |                              |
| 2019年         | 娛樂大家                     | 第1、2輯 娛樂家族成員        |
| 2019年         | 香港唱好演唱會               | 固定演出嘉賓                 |
| 2019年         | 善心滿東華2019               | 固定演出嘉賓                 |
| 2020年         | 金鼠賀歲迎新春               | 固定演出                     |
| 2020年         | 娛樂大家10點半               | 第3輯 娛樂家族成員           |
| 2020年         | 博愛歡樂傳萬家2020           | 固定演出嘉賓                 |
| 2020年         | 兩個小生去Camping            | 固定演出嘉賓                 |
| 2020年         | 網購攻略＋big big shop感謝祭 | 固定演出                     |
| 2020年         | 娛樂大家                     | 第4輯 娛樂家族成員           |
| 2020年         | 衝上雲霄大選                 | 固定演出                     |
| 2021年         | 萬千星輝頒獎典禮2020         | 「最受歡迎電視拍檔」頒獎嘉賓 |
| 2021年         | 明星運動會                   | 固定演出                     |
| 2021年         | 明愛暖萬心                   | 固定演出                     |
| 2021年         | 全城迎奧運                   | 固定演出                     |
| 2022年         | 不可能任務                   | 固定演出                     |
| 2023年         | 獎門人Halloween感謝祭        | 固定演出                     |
| 香港電台第二台 |                              |                              |
| 2019年         | 展翅青見夢飛行KEEP MOVIN'    | 演出嘉賓                     |

### 主持節目
| 首播                 | 節目名                            | 備註                                                                                             |
| 智冠科技股份有限公司 |                                   |                                                                                                  |
| 2017年               | 電玩宅速配                        | 10月13日加入；主持之一                                                                           |
| 無綫電視             |                                   |                                                                                                  |
| 2018年               | 電競王                            | 與謝東閔及張翼東一同主持                                                                         |
| 2019年               | 粵講粵㜺鬼                        | 第四輯；與麥美恩、鄧智堅及許文軒一同主持                                                         |
| 2019年               | 8個香港                           | 與吳若希、鄺潔楹、陳詩欣、杜如風、馮盈盈、陳約臨及譚玉瑛一同主持                                 |
| 2019年               | 長命不老                          | 與黎諾懿、麥美恩、鄧佩儀、黃庭鋒及許文軒一同主持                                                 |
| 2019年               | #後生仔傾偈                       | 第411集加入；與陸浩明、馮盈盈、麥明詩、林穎彤及黃美棋一同主持                                    |
| 2019年               | TVB發放娛樂 分享快樂 節目巡禮2020 | 與麥美恩及林穎彤一同主持                                                                         |
| 2019年               | #一屋後生仔                       | 與陸浩明、馮盈盈、麥明詩、林穎彤及黃美棋一同主持                                                 |
| 2019年               | 學是學非                          | 第七輯；主持之一與麥美恩、馮盈盈、張寶兒、劉穎鏇、鄺潔楹、何依婷、何泳芍、陳詩欣及陳欣茵一同主持 |
| 2019年               | #後生仔傾吓傾吓傾到2020               | 主持之一                                                                                         |
| 2020年               | #溫哥華後生仔傾吓偈                 | 主持之一                                                                                         |
| 2020年               | 學是疫學非                        | 主持之一與麥美恩、馮盈盈、劉穎鏇及何依婷一同主持                                                 |
| 2020年               | 熱賣開催+big big動漫節            | 主持之一                                                                                         |
| 2020年               | 疫境廚神秋冬盛宴                  | 與林盛斌、黃庭鋒及黎諾懿一同主持                                                                 |
| 2021年               | 聲夢傳奇 繼續召集                 | 與陸浩明及馮盈盈一同主持                                                                         |
| 2021年               | 慈善星輝仁濟夜                    | 與陸浩明、馮盈盈及陳庭欣一同主持                                                                 |
| 2021年               | 港產旅行團                        | 與曾淑雅、林穎彤、鄭衍峰及歐陽偉豪一同主持                                                       |
| 2021年               | 解構心機女                        | 與賴慰玲、劉佩玥、馮盈盈及江嘉敏一同主持                                                         |
| 2021年               | 明星運動會                        | 與鍾志光、陳庭欣、朱凱婷、崔建邦、黃庭鋒、張秀文及林盛斌一同主持                                 |
| 2021年               | 麻雀鬥室三決一                    | 與薛家燕、林盛斌、吳若希及鄭衍峰一同主持                                                         |
| 2021年               | 歡樂滿東華                        | 與鄧梓峰、陳百祥、區永權、崔建邦、鄭衍峰、黎芷珊、汪明荃及陳庭欣一同主持                         |
| 2022年               | 恭喜發財好運來                    | 與汪明荃、鄧梓峰、林盛斌、麥美恩、陸浩明、周奕瑋及吳幸美一同主持                                 |
| 2022年               | 學是疫學非第二輯                  | 與張寶兒、何依婷、何泳芍、陳詩欣、陳欣茵及何孟珊一同主持                                         |
| 2023年               | LAW霸女神                         | 與森美、賴彥妤、魏韵芝、王嘉慧一同主持                                                           |
| 2025年               | 寵你一世                          | 與游嘉欣、陳懿德一同主持                                                                         |

### 微電影
| 首映     | 電影名                   | 角色  |
| 無綫電視 |                          |       |
| 2018年   | 愛情沒有來的時候（台南） | 嬌 嬌 |
| 2019年   | 空投在我身邊的閨蜜       | Gaile |
| 默克藥廠 |                          |       |
| 2020年   | 愛在HPV預防時            | Chloe |

### 音樂錄像
| 年份   | 歌曲         | 歌手        |
| 2017年 | 老佛爺       | Yellow!     |
| 2017年 | 捉緊心跳     | Pandora樂隊 |
| 2018年 | 烏托邦       | 周柏豪      |
| 2021年 | 你那邊好嗎？ | 洪卓立      |

## 音樂作品

### 單曲
| 發佈日期 | 曲目                          | 作曲                               | 填詞                               | 編曲                | 監製           | 備註                                                            |
| 2018年   |                               |                                    |                                    |                     |                |                                                                 |
| 7月3日   | 未開始的故事                  | 徐洛鏘／Label Li                   | 張美賢                             | 黃兆銘              | 何哲圖／韋景雲 | 無綫電視劇集《愛情沒有來的時候》主題曲                          |
| 9月27日  | 細看近年，那信念              | 梁灝程@HBS                         | 梁灝程@HBS                         | 梁灝程／Fish Lo@HBS | Fish Lo@HBS    |                                                                 |
| 2019年   |                               |                                    |                                    |                     |                |                                                                 |
| 5月8日   | Only One                      | Larry Wong                         | 楊熙                               | Larry Wong          | 舒文           |                                                                 |
| 6月24日  | 你知不知道                    | 張家誠                             | 張美賢                             | 張家誠              | 何哲圖／韋景雲 | 與古家峯合唱 無綫電視外購劇集《知否？知否？應是綠肥紅瘦》主題曲 |
| 10月30日 | 天光前分手                    | 張家誠                             | 張美賢                             | Johnny Yim          | 何哲圖／韋景雲 | 無綫電視劇集《多功能老婆》插曲                                  |
| 2020年   |                               |                                    |                                    |                     |                |                                                                 |
| 4月20日  | 分分鐘需要你（Happy Version） | 林子祥                             | 鄭國江                             | 朱俊傑              | 何哲圖／韋景雲 | 翻唱林子祥作品 無綫電視劇集《十八年後的終極告白》插曲           |
| 4月20日  | 分分鐘需要你（Sad Version）   | 林子祥                             | 鄭國江                             | 朱俊傑              | 何哲圖／韋景雲 | 翻唱林子祥作品 無綫電視劇集《十八年後的終極告白》插曲           |
| 6月16日  | 夢飛翔                        | 張家誠                             | 張美賢                             | 張家誠              | 何哲圖／韋景雲 | 與謝東閔合唱 無綫電視劇集《那些我愛過的人》插曲                 |
| 12月14日 | 逆流直上                      | 張家誠                             | 張美賢                             | 張家誠              | 何哲圖／韋景雲 | 與謝東閔合唱 無綫電視劇集《香港愛情故事》插曲                   |
| 2021年   |                               |                                    |                                    |                     |                |                                                                 |
| 2月1日   | 敢愛敢恨                      | 朱俊傑                             | 張美賢                             | Johnny Yim          | 何哲圖／韋景雲 | 無綫電視劇集《陀槍師姐2021》插曲                                |
| 3月31日  | 別煩著我                      | 張家誠                             | 張美賢                             | 張家誠              | 何哲圖／韋景雲 | 無綫電視外購劇集《萌妃駕到》主題曲                              |
| 6月18日  | 我們再不講再見                | Eye Fung                           | 林若寧                             | 張子堅／Eye Fung    | Eric Kwok      | 與毓麟合唱                                                      |
| 2022年   |                               |                                    |                                    |                     |                |                                                                 |
| 1月17日  | 自我處理                      | 張家誠                             | 戴祖儀／楊熙                       | 張家誠              | 韋景雲         | 無綫電視劇集《青春不要臉》插曲                                  |
| 2023年   |                               |                                    |                                    |                     |                |                                                                 |
| 4月25日  | 由他                          | 戴祖儀                             | 甄敏延                             | 周錫漢              | 周錫漢         |                                                                 |
| 5月20日  | 停留在過往的傷害（國）        | 戴祖儀                             | 戴祖儀                             | 徐洛鏘              | 徐洛鏘         | 《由他》國語版                                                  |
| 8月19日  | 女子本色                      | 陳菀琳                             | 陳菀琳 日文詞：悠姫                | 陳菀琳              | 吳國華         | 無綫電視外購劇集《東京愛情動作故事》主題曲                      |
| 10月9日  | 想跟你好好道別我怕來不及      | 吳業坤                             | 吳業坤／戴祖儀                     | 徐洛鏘              | 劉易昇         | 與吳業坤合唱 無綫電視台慶劇《香港人在北京》片尾曲               |
| 12月25日 | What A Wonderful World（英）  | George Douglas／George David Weiss | George Douglas／George David Weiss |                     |                | 翻唱路易·阿姆斯壯作品 無綫電視劇集《妳不是她》片尾曲            |
| 2024年   |                               |                                    |                                    |                     |                |                                                                 |
| 6月9日   | 無界                          | 張家誠                             | 張家誠／張美賢                     | 張家誠              | 張家誠         | 群星合唱 TVB 2024巴黎奧運主題曲                                 |
| 6月20日  | 全集中呼吸                    | 徐浩                               | 亞木                               | 李一丁              | 徐浩           |                                                                 |
| 10月28日 | 黯月                          | 江暉                               | 江暉                               | 江暉                | 江暉           | 無綫電視台慶劇《黑色月光》片尾曲                                |
| 2025年   |                               |                                    |                                    |                     |                |                                                                 |
| 1月6日   | 日夜顛倒的主角                | 劉易昇                             | 楊熙                               | 古馳                | 徐洛鏘         | TVB外購劇集《麻辣商驕》主題曲                                   |
| 6月27日  | 女神戀愛腦                    | 戴祖儀                             | 陳薔天                             | 張家誠              | 張家誠         | TVB節目《女神配對計劃》主題曲                                   |

### 其他歌曲
| 年份   | 歌名         | 備註                                      |
| 2018年 | 流水落花     | 劉卓軒歌曲、負責和音部份                  |
| 2020年 | 疫境同行     | 與星夢群星合唱                            |
| 2022年 | 今年好笑口   | 與星夢群星及《愛·回家之開心速遞》演員合唱 |
| 2022年 | 一起向未來   | 《北京冬季奧運會》主題曲（與群星合唱）    |
| 2023年 | 人生只得一次 |                                           |
| 2023年 | 某年某月某天 | 人生只得一次（國語版）                    |

### 派台歌曲成績
| 派台歌曲成績（四台） | 派台歌曲成績（四台）   | 派台歌曲成績（四台） | 派台歌曲成績（四台） | 派台歌曲成績（四台） | 派台歌曲成績（四台） | 派台歌曲成績（四台）                                            | 派台歌曲成績（四台） |
| -------------------- | ---------------------- | -------------------- | -------------------- | -------------------- | -------------------- | --------------------------------------------------------------- | --- |
| 唱片                 | 歌曲                   | 903                  | RTHK                 | 997                  | TVB                  | 備註                                                            | 備註 |
| 2018年               |                        |                      |                      |                      |                      |                                                                 | |
|                      | 未開始的故事           | -                    | 16                   | 4                    | 1                    | 首支冠軍歌 出道作品 微電影《愛情沒有來的時候》主題曲            | 首支冠軍歌 出道作品 微電影《愛情沒有來的時候》主題曲                                                                                   |
|                      | 細看近年，那信念       | 19                   | -                    | 14                   | 1                    | 2018年透過星夢娛樂重新推出                                      | 2018年透過星夢娛樂重新推出 |
| 2019年               |                        |                      |                      |                      |                      |                                                                 | |
|                      | Only One               | -                    | 9                    | -                    | 1                    | 加拿大至 HIT 中文歌曲排行榜：11                                 | 加拿大至 HIT 中文歌曲排行榜：11 |
|                      | 你知不知道             | -                    | -                    | -                    | 1                    | 與古家峯合唱 無綫外購劇《知否？知否？應是綠肥紅瘦》香港版主題曲 | 與古家峯合唱 無綫外購劇《知否？知否？應是綠肥紅瘦》香港版主題曲                                                                        |
|                      | 天光前分手             | -                    | -                    | 7                    | 1                    | 無綫電視劇《多功能老婆》插曲 加拿大至 HIT 中文歌曲排行榜：6     | 無綫電視劇《多功能老婆》插曲 加拿大至 HIT 中文歌曲排行榜：6                                                                            |
| 派台歌曲成績（五台） |                        |                      |                      |                      |                      |                                                                 | |
| 唱片                 | 歌曲                   | 903                  | RTHK                 | 997                  | TVB                  | ViuTV                                                           | 備註 |
| 2020年               |                        |                      |                      |                      |                      |                                                                 | |
|                      | 分分鐘需要你           | -                    | -                    | -                    | 3                    | ×                                                               | 翻唱林子祥作品 無綫電視劇《十八年後的終極告白》插曲                                                                                    |
|                      | 夢飛翔                 | -                    | -                    | -                    | 1                    | ×                                                               | 與謝東閔合唱 無綫電視劇《那些我愛過的人》插曲 KKBOX Cantopop（Malaysia）新單曲第一位 (10 - 16 Jul 2020) 加拿大至 HIT 中文歌曲排行榜：8 |
|                      | 逆流直上               | -                    | -                    | 14                   | 1                    | ×                                                               | 與謝東閔合唱 無綫電視劇《香港愛情故事》插曲 加拿大至 HIT 中文歌曲排行榜：2                                                             |
| 2021年               |                        |                      |                      |                      |                      |                                                                 | |
|                      | 敢愛敢恨               | -                    | -                    | 14                   | 5                    | ×                                                               | 無綫電視劇《陀槍師姐2021》插曲 |
|                      | 我們再不講再見         | -                    | 7                    | ×                    | 1                    | -                                                               | 與毓麟合唱 |
| 2022年               |                        |                      |                      |                      |                      |                                                                 | |
|                      | 自我處理               | -                    | -                    | 6                    | 4                    | ×                                                               | 無綫電視劇《青春不要臉》插曲 |
| 2023年               |                        |                      |                      |                      |                      |                                                                 | |
|                      | 由他                   | -                    | -                    | -                    | 7                    | ×                                                               | 加拿大至 HIT 中文歌曲排行榜：4 |
|                      | What A Wonderful World | ×                    | ×                    | ×                    | -                    | ×                                                               | 無線電視劇《妳不是她》片尾曲 |
| 2024年               |                        |                      |                      |                      |                      |                                                                 | |
|                      | 全集中呼吸             | -                    | -                    | 15                   | 7                    | ×                                                               | 加拿大至 HIT 中文歌曲排行榜：14 |
|                      | 無界                   | -                    | -                    | -                    | -                    | ×                                                               | 與TVB群星合唱 TVB 2024巴黎奧運主題曲                                                                                                   |
|                      | 黯月                   | ×                    | ×                    | ×                    | 11                   | ×                                                               | 無線電視劇《黑色月光》片尾曲 |
| 2025年               |                        |                      |                      |                      |                      |                                                                 | |
|                      | 女神戀愛惱             | ×                    | ×                    | ×                    | 12*                  | ×                                                               | 無線電視節目《女神配對計劃》主題曲 |

| 各台冠軍歌總數 | 各台冠軍歌總數 | 各台冠軍歌總數 | 各台冠軍歌總數 | 各台冠軍歌總數 | 各台冠軍歌總數    | 各台冠軍歌總數    |
| -------------- | -------------- | -------------- | -------------- | -------------- | ----------------- | ----------------- |
| 四台a          | 903            | RTHK           | 997            | TVB            | 備註              | 備註              |
| 四台a          | 0              | 0              | 0              | 8              | 四台冠軍歌總數：0 | 四台冠軍歌總數：0 |
| 五台b          | 903            | RTHK           | 997            | TVB            | ViuTV             | 備註              |
| 五台b          | 0              | 0              | 0              | 3              | 0                 | 五台冠軍歌總數：0 |

- （*）仍在榜上
- （-）未能上榜
- （×）沒有派往該台
- ^  注解a：包括2020年後的冠軍歌曲
- ^  注解b：2020年起

## 曾獲獎項與提名
| 年份   | 頒獎單位                           | 獎項                                       | 作品                                                                 | 結果                             |
| 2018年 | 2018全球華語金曲獎頒獎典禮         | 音樂平台新人獎                             | 不適用                                                               | 獲獎                             |
| 2018年 | 第五屆粵語歌曲排行榜頒獎典禮       | 最受歡迎新人獎                             | 不適用                                                               | 獲獎                             |
| 2018年 | 2018勁歌金曲優秀選第二回           | 得獎金曲                                   | 《未開始的故事》                                                     | 獲獎                             |
| 2018年 | 萬千星輝頒獎典禮2018               | 最受歡迎電視歌曲                           | 《未開始的故事》                                                     | 提名                             |
| 2018年 | 新城勁爆頒獎禮2018                 | 新城勁爆新人獎                             | 不適用                                                               | 獲獎                             |
| 2019年 | 第四十一屆十大中文金曲頒獎禮       | 最有前途新人獎                             | 不適用                                                               | 銀獎                             |
| 2019年 | 2018年度勁歌金曲頒獎典禮           | 最受歡迎新人獎                             | 不適用                                                               | 獲獎                             |
| 2019年 | 2018香港電視大獎                   | 女主角獎（迷你劇、單元劇、特別劇、網絡劇） | 《愛情沒有來的時候》                                                 | 提名                             |
| 2019年 | 2019年勁歌金曲優秀選第二回         | 得獎金曲                                   | 《天光前分手》                                                       | 獲獎                             |
| 2019年 | 2019年勁歌金曲優秀選第二回         | 得獎金曲                                   | 《你知不知道》                                                       | 與古家峯獲獎                     |
| 2020年 | 萬千星輝頒獎典禮2019               | 最受歡迎電視歌曲                           | 《你知不知道》                                                       | 與古家峯獲提名                   |
| 2020年 | 萬千星輝頒獎典禮2019               | 最受歡迎電視歌曲                           | 《天光前分手》                                                       | 提名                             |
| 2020年 | 萬千星輝頒獎典禮2019               | 最受歡迎電視拍檔                           | 《粵講粵㜺鬼》                                                       | 與麥美恩、許文軒、鄧智堅獲提名   |
| 2020年 | 2019年度勁歌金曲頒獎典禮           | 勁歌金曲獎                                 | 《天光前分手》                                                       | 獲獎                             |
| 2020年 | KKBOX 廣東歌（馬來西亞）新單曲類別 | 週榜第一位（10-16/07/2020）                | 《天光前分手》                                                       | 獲獎                             |
| 2020年 | Joox TOP MUSIC AWARDS 2020         | TOP 聽 OST 第九位                          | 《分分鐘需要你（Happy Version）》                                    | 獲獎                             |
| 2020年 | 2020勁歌金曲優秀選第一回           | 得獎金曲                                   | 《分分鐘需要你》                                                     | 獲獎                             |
| 2020年 | 萬千星輝頒獎典禮2020               | 飛躍進步女藝員                             | 《學是學非》 《#後生仔傾偈》 《疫境廚神秋冬盛宴》                    | 提名                             |
| 2020年 | 萬千星輝頒獎典禮2020               | 最佳節目主持                               | 《#後生仔傾偈》                                                      | 與陸浩明、馮盈盈、林穎彤等獲提名 |
| 2020年 | 萬千星輝頒獎典禮2020               | 最佳節目主持                               | 《學是學非》                                                         | 與麥美恩、馮盈盈、張寶兒等獲提名 |
| 2020年 | 萬千星輝頒獎典禮2020               | 最受歡迎電視歌曲                           | 《分分鐘需要你》                                                     | 提名                             |
| 2020年 | 萬千星輝頒獎典禮2020               | 最受歡迎電視歌曲                           | 《夢飛翔》                                                           | 與謝東閔獲提名                   |
| 2020年 | 萬千星輝頒獎典禮2020               | 最受歡迎電視歌曲                           | 《逆流直上》                                                         | 與謝東閔獲提名                   |
| 2020年 | 2020年度勁歌金曲頒獎典禮           | 勁歌金曲獎                                 | 《夢飛翔》                                                           | 與謝東閔獲獎                     |
| 2020年 | 2020年度勁歌金曲頒獎典禮           | 最佳合唱歌曲獎                             | 《逆流直上》                                                         | 金獎                             |
| 2021年 | 第六屆VIP音樂榜頒獎典禮            | VIP偶像人氣大獎                            | 不適用                                                               | 銀獎                             |
| 2021年 | 萬千星輝頒獎典禮2021               | 飛躍進步女藝員                             | 《刑偵日記》 《#後生仔傾偈》 《港產旅行團》 《麻雀鬥室三決一》       | 最後十強                         |
| 2021年 | 萬千星輝頒獎典禮2021               | 最佳女主持                                 | 《麻雀鬥室三決一》                                                   | 提名                             |
| 2021年 | 萬千星輝頒獎典禮2021               | 最受歡迎電視歌曲                           | 《敢愛敢恨》                                                         | 提名                             |
| 2021年 | 萬千星輝頒獎典禮2021               | 最受歡迎電視歌曲                           | 《別煩着我》                                                         | 提名                             |
| 2021年 | 觀眾在民間電視大獎2021             | 民選飛躍進步女藝員                         | 《刑偵日記》 《#後生仔傾偈》 《港產旅行團》 《麻雀鬥室三決一》       | 提名                             |
| 2021年 | 觀眾在民間電視大獎2021             | 民選最佳女配角                             | 《刑偵日記》                                                         | 提名                             |
| 2022年 | 萬千星輝頒獎典禮2022               | 飛躍進步女藝員                             | 《青春不要臉》 《回歸》 《學是疫學非》 《不可能任務》                | 最後十強                         |
| 2022年 | 萬千星輝頒獎典禮2022               | 最佳女主角                                 | 《青春不要臉》                                                       | 提名                             |
| 2022年 | 萬千星輝頒獎典禮2022               | 馬來西亞最喜愛TVB女主角                    | 《青春不要臉》                                                       | 提名                             |
| 2022年 | 萬千星輝頒獎典禮2022               | 最受歡迎電視女角色                         | 《青春不要臉》                                                       | 提名                             |
| 2022年 | 萬千星輝頒獎典禮2022               | 最受歡迎電視女角色                         | 《回歸》                                                             | 提名                             |
| 2022年 | 萬千星輝頒獎典禮2022               | 最佳女配角                                 | 《回歸》                                                             | 提名                             |
| 2022年 | 萬千星輝頒獎典禮2022               | 最受歡迎電視拍檔                           | 《青春不要臉》                                                       | 與丁子朗獲提名                   |
| 2022年 | 萬千星輝頒獎典禮2022               | 最受歡迎電視拍檔                           | 《回歸》                                                             | 與周嘉洛、吳偉豪、游嘉欣獲提名   |
| 2022年 | 萬千星輝頒獎典禮2022               | 最佳女主持                                 | 《學是疫學非》                                                       | 提名                             |
| 2023年 | 萬千星輝頒獎典禮2023               | 飛躍進步女藝員                             | 《香港人在北京》 《LAW霸女神》 《不可能任務》 《請1日假去旅行》      | 最後十强                         |
| 2023年 | 萬千星輝頒獎典禮2023               | 最佳女配角                                 | 《香港人在北京》                                                     | 最後十强                         |
| 2023年 | 萬千星輝頒獎典禮2023               | 最佳電視歌曲                               | 《想跟你好好道别我怕来不及》                                         | 最後五強（與吳業坤）             |
| 2024年 | 萬千星輝頒獎典禮2024               | 飛躍進步女藝員                             | 《飛常日誌》 《法證先鋒VI：倖存者的救贖》 《2024英雄聯盟全球總決賽》 | 最後五強                         |
| 2024年 | 萬千星輝頒獎典禮2024               | 最佳女配角                                 | 《飛常日誌》                                                         | 提名                             |
| 2024年 | 萬千星輝頒獎典禮2024               | 最佳女配角                                 | 《法證先鋒VI﹕倖存者的救贖》                                         | 提名                             |
| 2024年 | 萬千星輝頒獎典禮2024               | 最佳電視歌曲                               | 《What A Wonderful World》                                           | 提名                             |
| 2024年 | 萬千星輝頒獎典禮2024               | 最佳電視歌曲                               | 《黯月》                                                             | 最後五強                         |

## 外部連結
- 戴祖儀的新浪微博
- Joey Thye的Facebook專頁
- 戴祖儀的Instagram帳戶
- Joey Thye International Fans Club的Facebook專頁
- 戴祖儀官方國際歌迷會的Instagram帳戶